# Harald Riipalu
Harald Riipalu (urodzony jako Harald Reibach) (ur. 13 lutego 1912 r., zm. 4 kwietnia 1965 r. w Heckmondwike w Wielkiej Brytanii) – estoński wojskowy, dowódca 1 batalionu 42 Ochotniczego Pułku SS w 3 Estońskiej Brygadzie SS, a następnie 1 batalionu 45 Pułku Grenadierów SS i 45 Pułku Grenadierów SS "Estland" w 20 Dywizji Grenadierów SS podczas II wojny światowej.
Studiował prawo na Uniwersytecie w Tartu. W 1935 r. ukończył akademię wojskową. Służył w Narwie, po czym w styczniu 1940 r. przeniesiono go do Pułku Terytorialnego Tartu jako młodszego instruktora. Po aneksji Estonii przez Sowietów przeszedł do XXII Korpusu Terytorialnego Armii Czerwonej. Latem 1941 r. zdezerterował i trafił do niemieckiego obozu jenieckiego. Od marca 1942 r. był dowódcą kolejno plutonu i kompanii w 36 Batalionie Policyjnym, a od listopada całego Batalionu. W maju 1943 r. przeszedł do nowo formowanej 3 Estońskiej Brygady SS, która została następnie wysłana na front wschodni w rejon miejscowości Newel. Był dowódcą 1 batalionu 42 Ochotniczego Pułku SS w stopniu Freiwilligen-Haupsturmführera. Od wiosny 1944 r. służył w 20 Dywizji Grenadierów SS. Dowodził 1 batalionem 45 Pułku Grenadierów SS w stopniu Waffen-Sturmbannführera, a następnie 45 Pułkiem Grenadierów SS "Estland". Za udział w ciężkich walkach pod Narwą został odznaczony Krzyżem Rycerskim Żelaznego Krzyża. 5 lutego 1945 r. założył w Berlinie wraz z Waffen-Obersturmbannführerem der SS Ainem Ervinem Mere Eesti Vabadusliit. Podczas walk w rejonie Opola (Oppeln) został ranny. Przebywał w okolicznym szpitalu polowym, po czym trafił na obszar okupowanej Danii. Tam poddał się w pierwszych dniach maja Brytyjczykom. W 1948 r. wyjechał do Wielkiej Brytanii, gdzie zmarł 4 kwietnia 1965 r.